# Arènes de Saint-Gor
Les arènes de Saint-Gor, inaugurées en 1952, sont les arènes de la commune de Saint-Gor située dans le département français des Landes. Elles peuvent contenir plus de 1 500 personnes. 

## Présentation
Arènes fixes, elles ont été construites en dur sur le modèle des anciennes arènes qui dataient du XIXe siècle. Elles sont dédiées à la course landaise, mais aussi à divers spectacles vivants ou à des concerts. 
Avant leur inauguration en 1952, ces mêmes arènes plus rudimentaires, accueillaient déjà des spectacles taurins. Ainsi en 1908, l'écarteur vedette Camille Couralet y avait fait ses débuts.

## Tauromachie
Le nombre de spectacles taurins à l'année peut atteindre 111 courses landaises, nombre remarquable pour une très petite commune qui comptait en 2007 de 282 habitants. La principale feria a lieu lors de la fin de semaine de la Pentecôte